# Melrose Place (serie televisiva 2009)
Melrose Place è una serie televisiva statunitense andata in onda sulla The CW dall'8 settembre 2009 al 13 aprile 2010.
È la quinta serie del franchise di Beverly Hills, 90210 ed è una versione aggiornata della serie anni '90 Melrose Place incentrata su un gruppo di giovani adulti che vivono in un condominio di appartamenti a West Hollywood, California. Todd Slavkin e Darren Swimmer, in passato tra i produttori di Smallville, sono i capo-sceneggiatori della serie.

## Trama
Il 21 maggio 2009 il giornalista Michael Ausiello riportò che il personaggio di Sydney (Laura Leighton) muore nell'episodio pilota dando vita ad un mistero di omicidio, ma che l'attrice avrebbe continuato ad apparire nella serie attraverso dei flashback (in maniera analoga con quanto accaduto con il personaggio di Lilly Kane - Amanda Seyfried - nella prima stagione del serial Veronica Mars). Il Los Angeles Times confermò in seguito che Sydney viene trovata morta nei primi 10 minuti dell'episodio pilota, una svolta di eventi che sta a significare che "tutto può accadere" nella nuova serie, come dichiarato dal produttore esecutivo Slavkin. "Sarà nostalgico, ma non sarà il vecchio Melrose", dichiarò Slavkin. Gli episodi iniziali ruoteranno sulle inter-relazioni tra i sette abitanti del complesso di appartamenti e sul tema che "nessuno è esattamente chi sembra", con il mistero dell'omicidio di Syd risolto intorno a metà stagione. All'inizio della serie, Lauren (Stephanie Jacobsen), una studentessa in medicina, accetta riluttante del denaro in cambio di prestazioni sessuali per pagare i suoi studi in medicina, mentre l'aspirante regista Jonah (Michael Rady) riceve una vantaggiosa offerta in cambio del suo silenzio su uno scandalo riguardante un famoso regista. David (Shaun Sipos), ex-amante di Sydney e primo potenziale sospettato nel suo omicidio, viene tirato fuori di prigione da Ella (Katie Cassidy), una pubblicitaria bisessuale, che gli provvede un falso alibi e che ha le sue personali ragioni per volere Sydney fuori dai piedi. Mentre David ruba un quadro di valore nel cuore della notte, Auggie (Colin Egglesfield), uno chef che è anche apparentemente il più addolorato per la morte di Sydney, brucia un'uniforme insanguinata da chef.
Cercare di farsi strada nel suo lavoro mette sotto forte pressione Ella, i cui tentativi di nascondere la sua cotta segreta per Jonah mettono in crisi la relazione del ragazzo con la sua fidanzata Riley. Lauren è costretta a continuare a prostituirsi, mentre quando il tentativo di Jane, sorella di Sydney, di cercare di ricattare Ella fallisce, la donna mantiene la parola e dà alla polizia degli indizi sul motivo per cui Ella potrebbe aver ucciso Syd. Violet si rivela essere la figlia di Sydney e cerca sia di conquistare Auggie che di punire Michael Mancini per aver trattato male la madre quando era ancora in vita.

## Elementi di continuità con la serie originale
Il seguito delle vicende di Melrose Place altera diverse vicende occorse ai vecchi personaggi della serie originale, soprattutto per esigenze di trama e per la mancata partecipazione di alcuni membri del vecchio Melrose.
- Amanda sembra si sia separata da Peter e che abbia usato qualche stratagemma legale/burocratico per smentire la sua finta morte e tornare nel mondo degli affari; in tempi recenti ha infatti fondato una sua nuova agenzia pubblicitaria chiamata "WPK".
- Jo sembra abbia terminato la sua relazione con l'uomo che la portò a Parigi al termine della quarta stagione della serie originale; da allora pare si sia gettata a capofitto nel lavoro e, nella nuova serie, lascia intuire che pensi ancora a Jake (quando va in visita da Riley, rivede il suo vecchio appartamento ed una motocicletta parcheggiata fuori, e chiede alla ragazza se anche lei ha una relazione con un "cattivo ragazzo").
- Jane e Michael hanno divorziato di nuovo; Jane è tornata ai suoi modi avidi ed arrivisti e non esita quindi a ricattare Ella per il suo personale tornaconto, mentre Michael si è risposato con un nuovo personaggio di nome Vanessa ed ha avuto un figlio più piccolo che si chiama Noah. Uno degli elementi più incongruenti è senza dubbio il fatto che abbia come figlio David, un ragazzo di circa 20 anni, la cui nascita si dovrebbe collocare intorno al 1989, ovvero tre anni prima dell'inizio della serie originale nei cui primi episodi però Michael è un personaggio estremamente buono e positivo e da sempre fidanzato con Jane, ma non avevano alcun figlio, il che rende appunto le origini di David alquanto dubbiose, a meno che non si intenda che Michael abbia tradito Jane già quando erano ancora dei ragazzini e quindi prima di sposarsi.
- Il passato invece più coerente appartiene a Sydney Andrews; morta al termine della quinta stagione della serie originale a causa di un incidente automobilistico provocato dal padre di Samantha Reilly in fuga dalla polizia, viene riportata in vita al principio della nuova serie che la presenta viva e vegeta e proprietaria del condominio di Melrose Place. Un episodio flashback rivela, seppur in maniera forzata, una nuova versione della notte in cui Syd morì; Syd venne portata all'ospedale in fin di vita e viene seguita dal dr. Mancini. A quanto pare i due si trovano in un brutto guaio con la legge quindi Michael chiede a Sydney di inscenare la sua morte; la donna accetta, ma poi decide di tornare a Melrose (anche qui non è chiaro come abbia giustificato la sua morte a livello legale) e ricatta Michael di rivelare a tutti il suo coinvolgimento negli eventi di quella notte se non tornerà con lui. Un fatto interessante è che nel flashback viene mostrato il dr. Mancini con le mani fasciate, riprendendo effettivamente gli eventi degli episodi finali della quinta stagione in cui Michael era stato spinto contro una vetrata del suo studio dal socio Peter Burns restando ferito alle mani.

## Episodi
| Stagione       | Episodi | Prima TV originale | Prima TV Italia |
| -------------- | ------- | ------------------ | --------------- |
| Unica stagione | 18      | 2009-2010          | 2011            |

## Personaggi e interpreti

### Personaggi principali
- Ella Simms (stagione 1), interpretata da Katie Cassidy, doppiata da Valentina Mari.
Agente pubblicitaria che lavora alla WPK; completamente dedita al lavoro, anafettiva e bisessuale, sviluppa una cotta per il vicino Jonah.
- August "Auggie" Kirkpatrick (stagione 1), interpretato da Colin Egglesfield, doppiato da Stefano Crescentini.
Chef di un ristorante di lusso ed ex-alcolista con la passione per il surf; innamorato della vicina Riley, viene anche attratto da Violet.
- Lauren Yung (stagione 1), interpretata da Stephanie Jacobsen, doppiata da Domitilla D'Amico.
Medico tirocinante che, per pagare le sue fatture dell'università, decide di iniziare segretamente un lavoro da prostituta d'alto bordo.
- Riley Ann Richmond (stagione 1), interpretata da Jessica Lucas, doppiata da Ilaria Latini.
Insegnante ingenua e dolce, fidanzata storica di Jonah; entra in crisi quando quest'ultimo le chiede di sposarlo.
- Jonah Adam Miller (stagione 1), interpretato da Michael Rady, doppiato da Daniele Giuliani.
Aspirante regista e fidanzato storico di Riley; grande sognatore, inizia ad essere attratto da Ella.
- David Breck (stagione 1), interpretato da Shaun Sipos, doppiato da Andrea Mete.
Figlio del Dr. Michael Mancini, ragazzo turbolento e senza un lavoro fisso.
- Violet Foster (stagione 1), interpretata da Ashlee Simpson-Wentz, doppiata da Federica De Bortoli.
Inquietante ragazza che si trasferisce nel condominio in cerca della madre naturale.

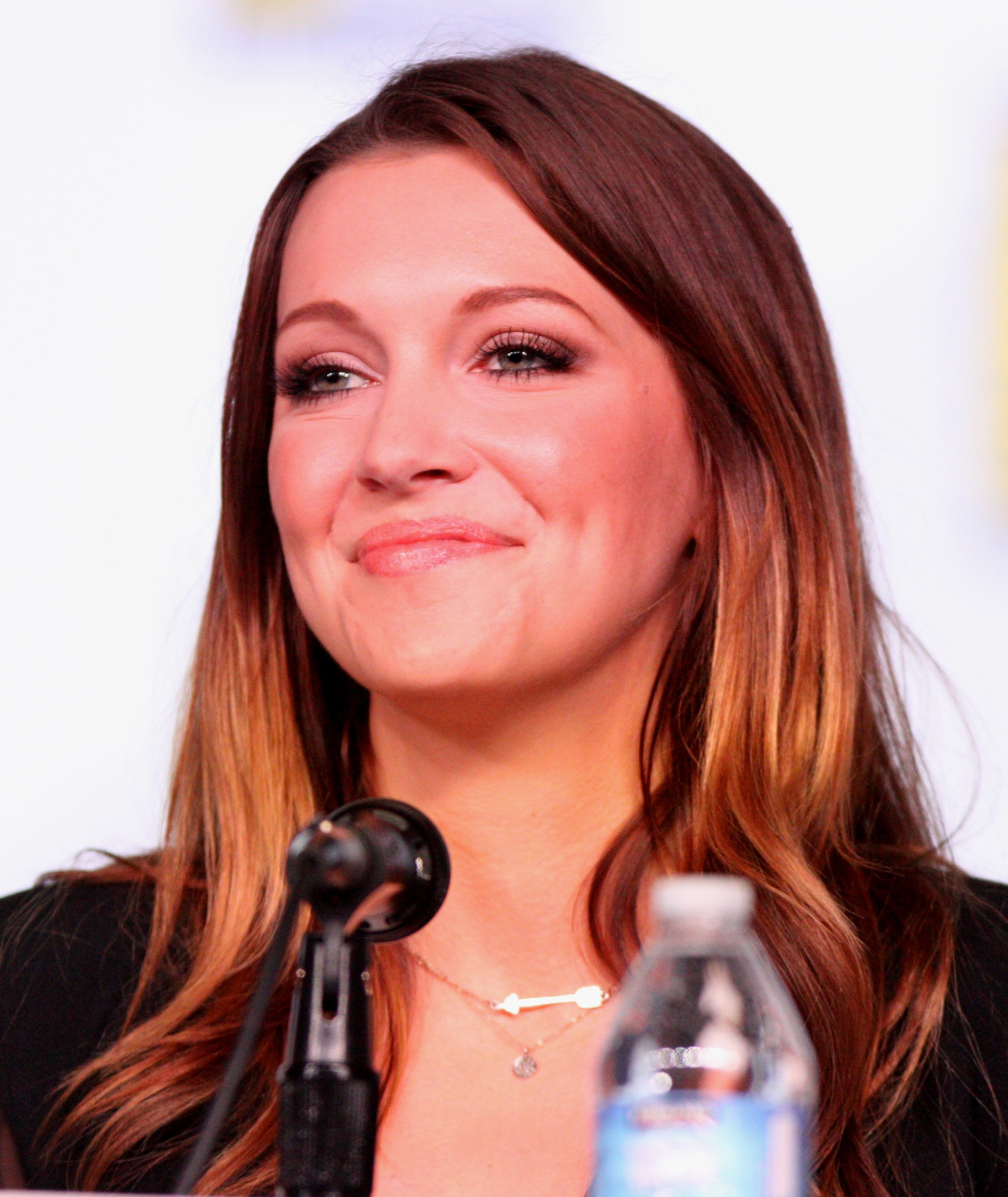
Katie Cassidy interpreta Ella Simms
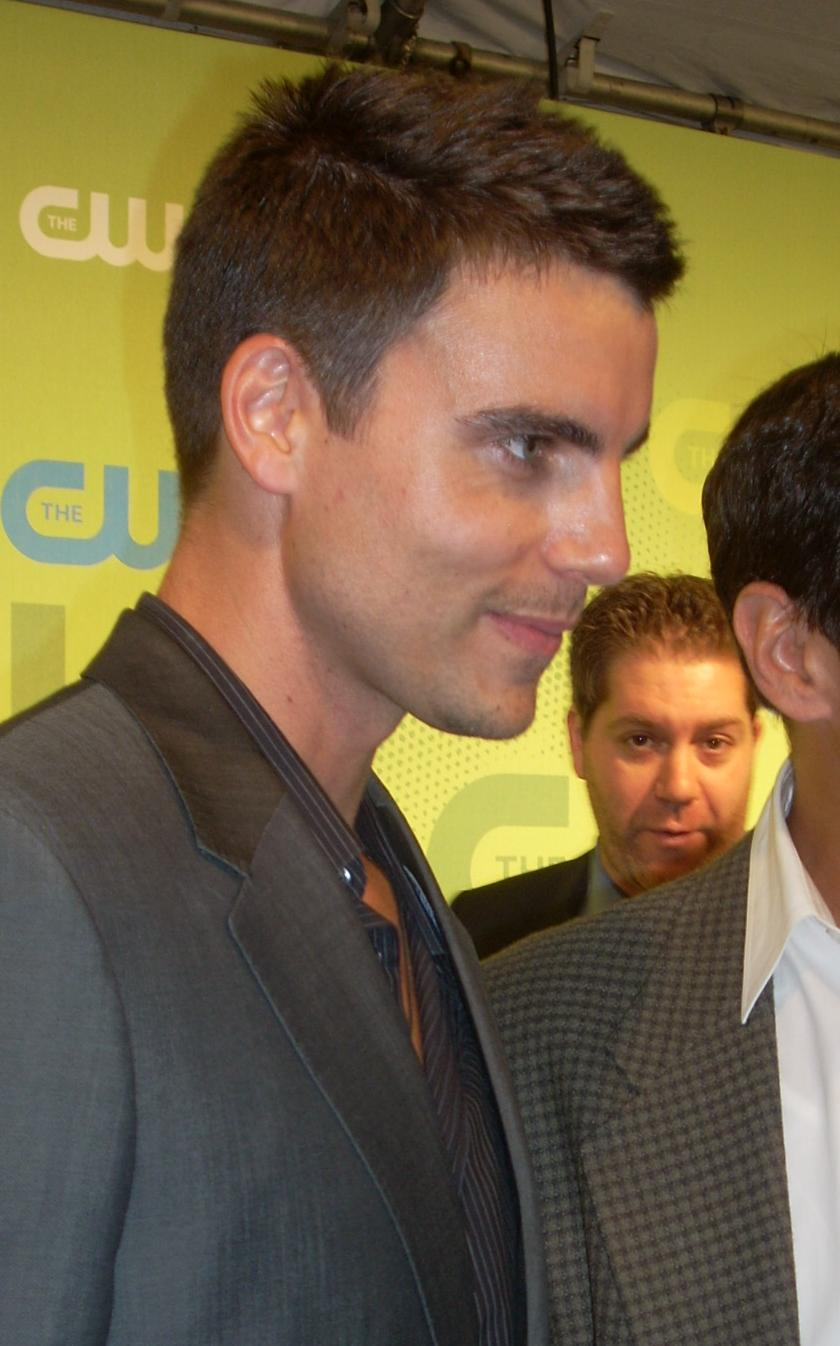
Colin Egglesfield interpreta Auggie Kirkpatrick
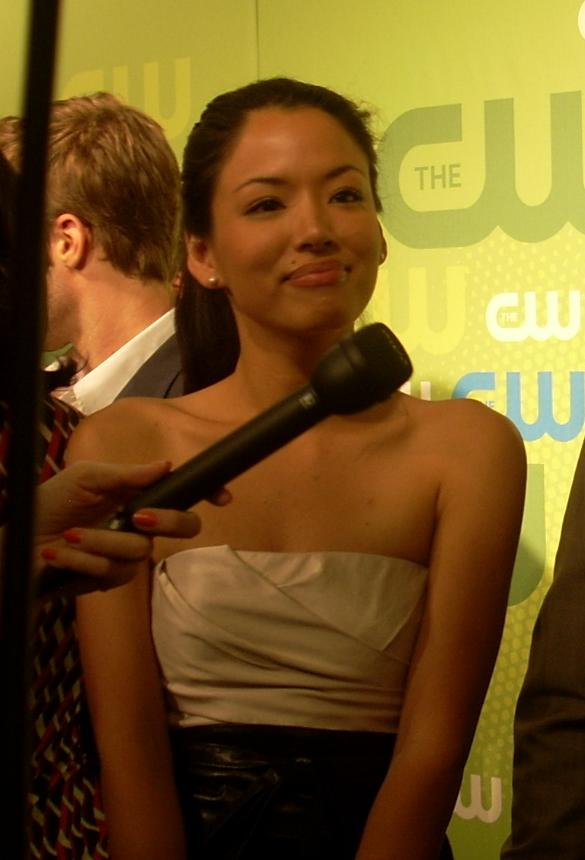
Stephanie Jacobsen interpreta la dott.ssa Lauren Yung
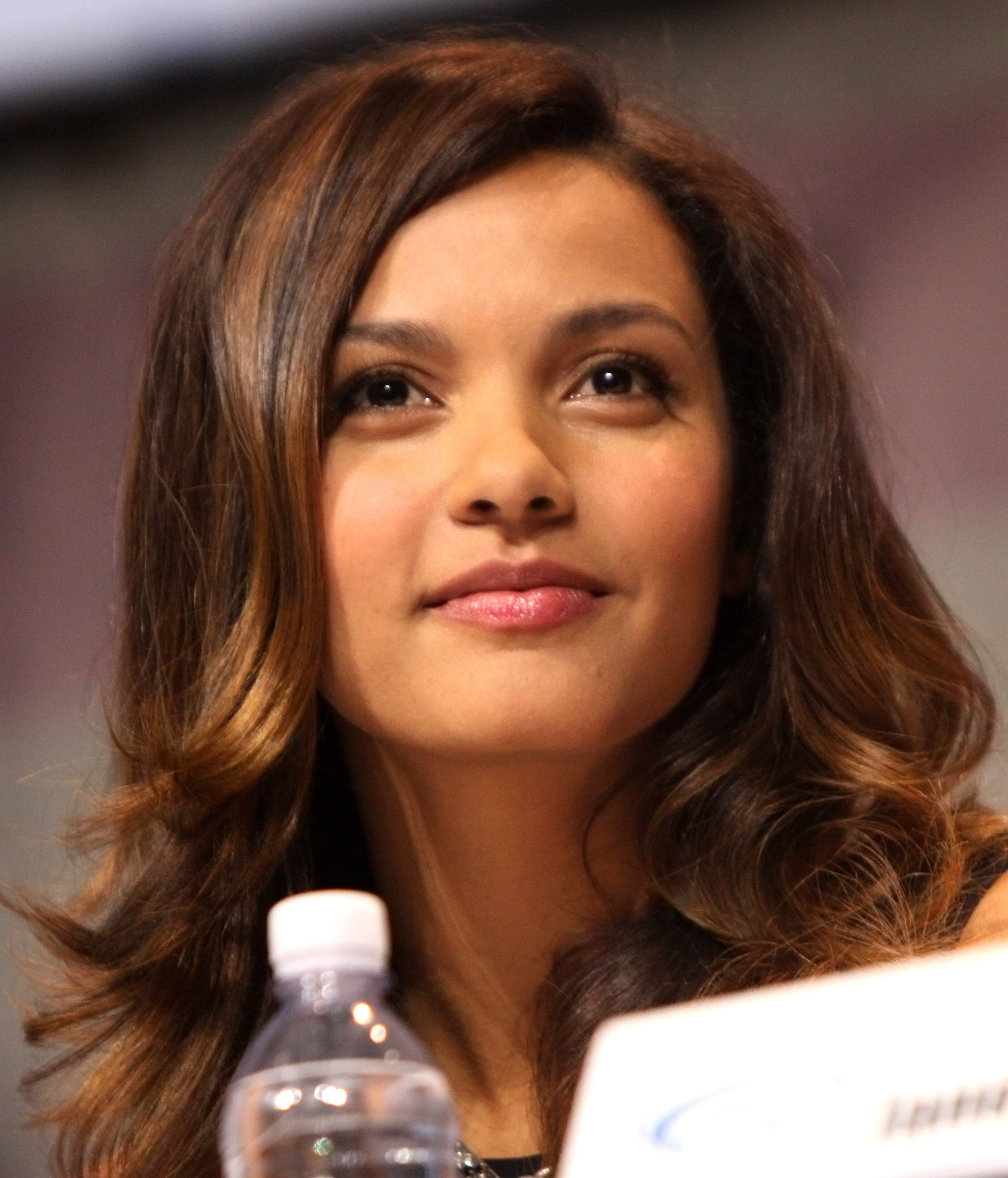
Jessica Lucas interpreta Riley Richmond
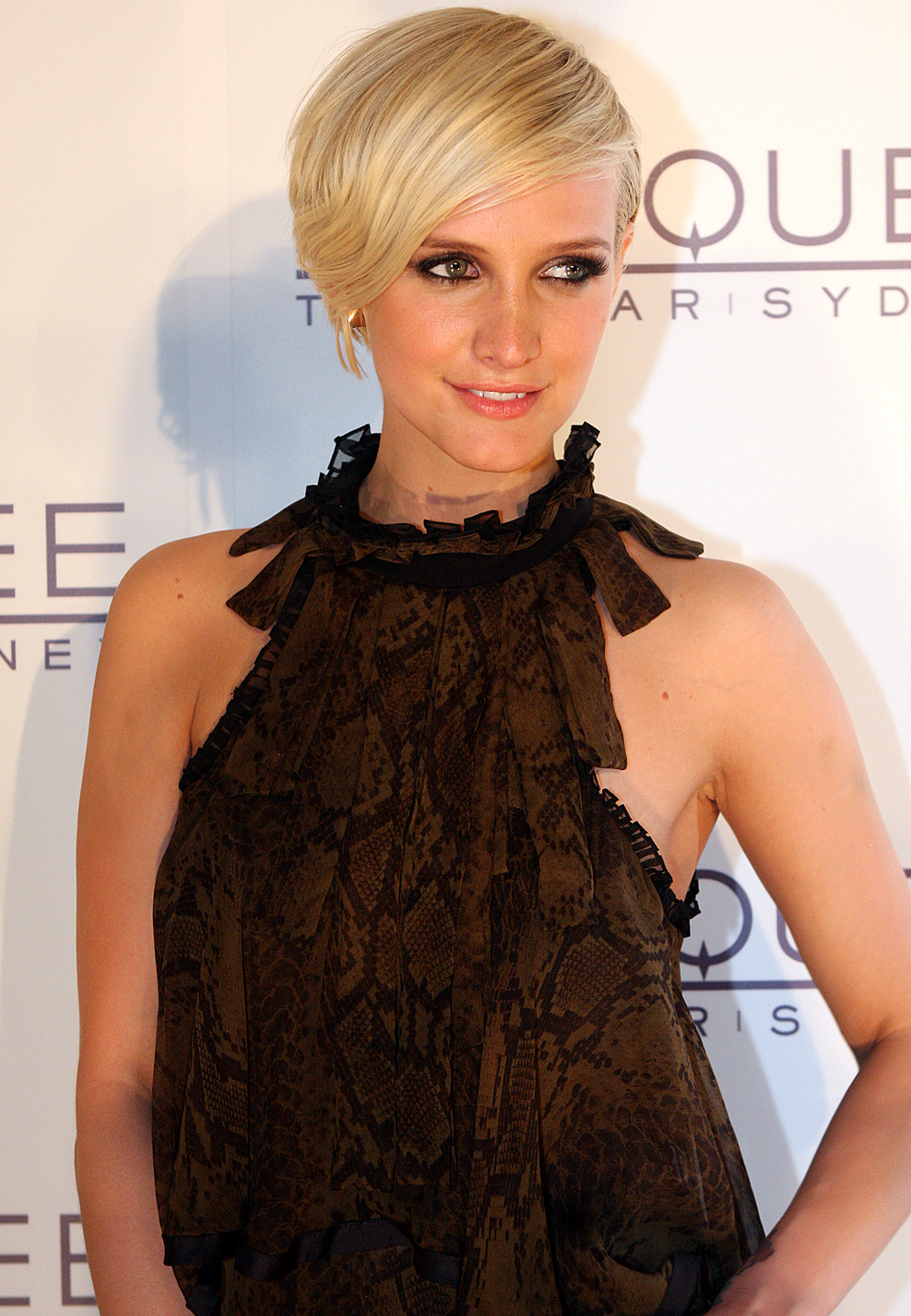
Ashlee Simpson interpreta Violet Foster

### Personaggi ricorrenti
- Sydney Andrews (stagione 1), interpretata da Laura Leighton, doppiata da Chiara Colizzi.
Nuova amministratrice del condominio di Melrose; viene brutalmente uccisa al termine dell'episodio pilota.
- Michael Mancini (stagione 1), interpretato da Thomas Calabro, doppiato da Roberto Draghetti.
Medico stimato dell'ospedale locale; si è risposato, ma ha un rapporto difficile con il figlio David.
- Jane Andrews (stagione 1), interpretata da Josie Bissett, doppiata da Selvaggia Quattrini.
Più fredda e calcolatrice che mai, tenta di ricattare Ella per ottenere un lavoro.
- Jo Reynolds (stagione 1), interpretata da Daphne Zuniga, doppiata da Anna Cesareni.
Torna a Los Angeles per occuparsi di un servizio fotografico su Riley.
- Amanda Woodward (stagione 1), interpretata da Heather Locklear, doppiata da Liliana Sorrentino.
Torna a Los Angeles per ritrovare qualcosa sottrattole da Sydney e per gestire personalmente la WPK di sua proprietà.
- Caleb Brewer (stagione 1), interpretato da Victor Webster, doppiato da Giorgio Borghetti.
Ragazzo gay e capo di Ella alla WPK fino al ritorno di Amanda, che lo licenzia in tronco.
- Vanessa Mancini (stagione 1), interpretata da Brooke Burns, doppiata da Laura Romano.
Nuova moglie del dr. Michael Mancini ed acida matrigna di David; ha un figlio di quattro anni di nome Noah.
- Wendi Mattison (stagione 1), interpretata da Kelly Carlson, doppiata da Roberta Pellini.
Responsabile di un giro di prostitute d'alto bordo nel quale entra anche Lauren.
- James Rodriguez (stagione 1), interpretato da Nicholas Gonzalez, doppiato da Fabrizio Vidale.
Detective incaricato delle indagini sull'omicidio di Sydney.
- Ben Brinkley (stagione 1), interpretato da Billy Campbell, doppiato da ?.
Nuovo facoltoso fidanzato di Amanda, è attratto dal fascino di Riley.
- Drew Pragin (stagione 1), interpretato da Nick Zano, doppiato da ?.
Aitante medico che si trasferisce nell'appartamento di Auggie dopo il trasloco di quest'ultimo.

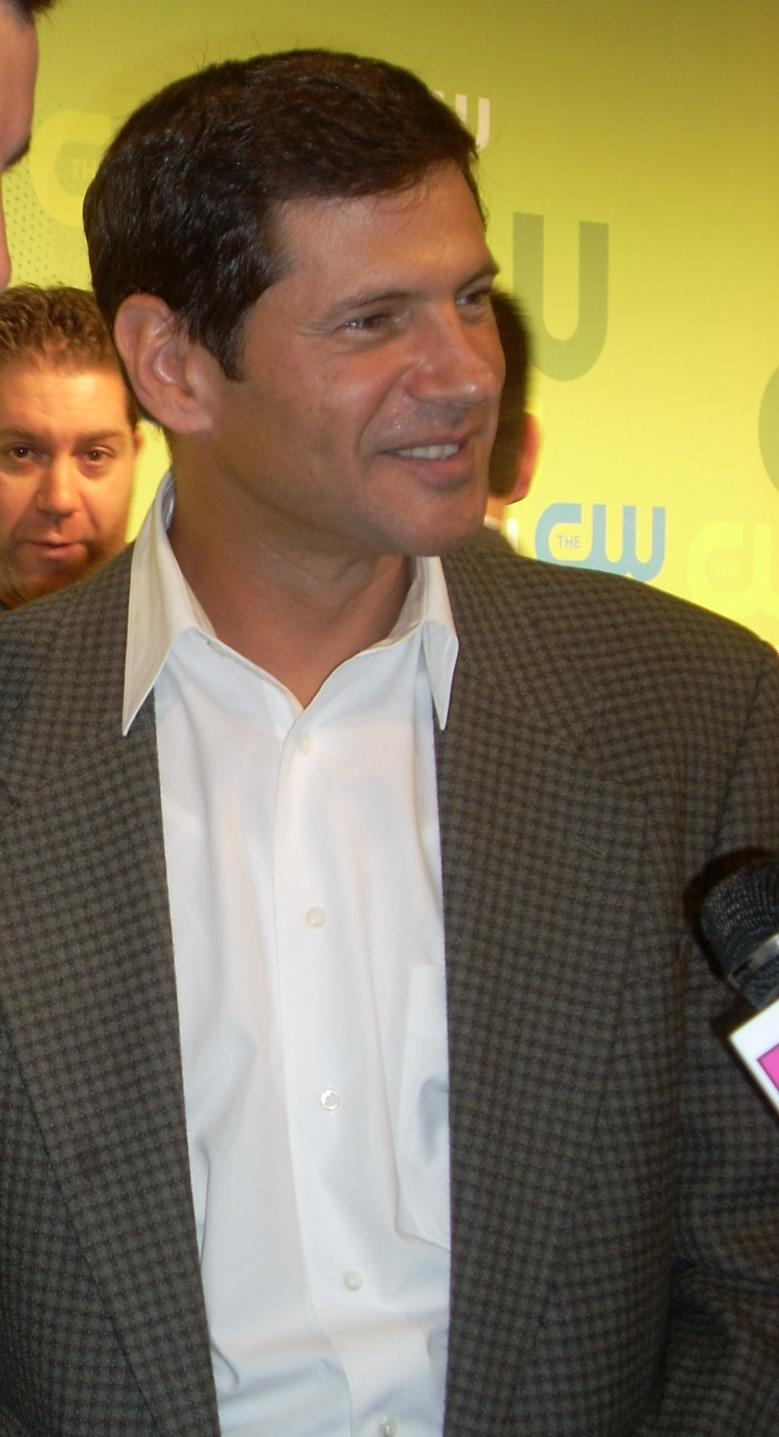
Thomas Calabro interpreta Michael Mancini
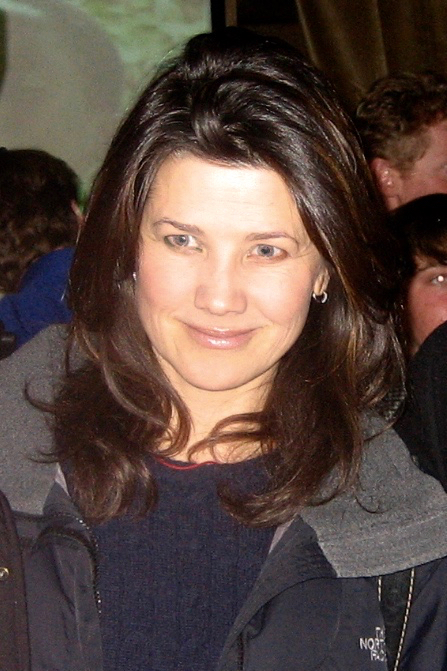
Daphne Zuniga interpreta Jo Reynolds
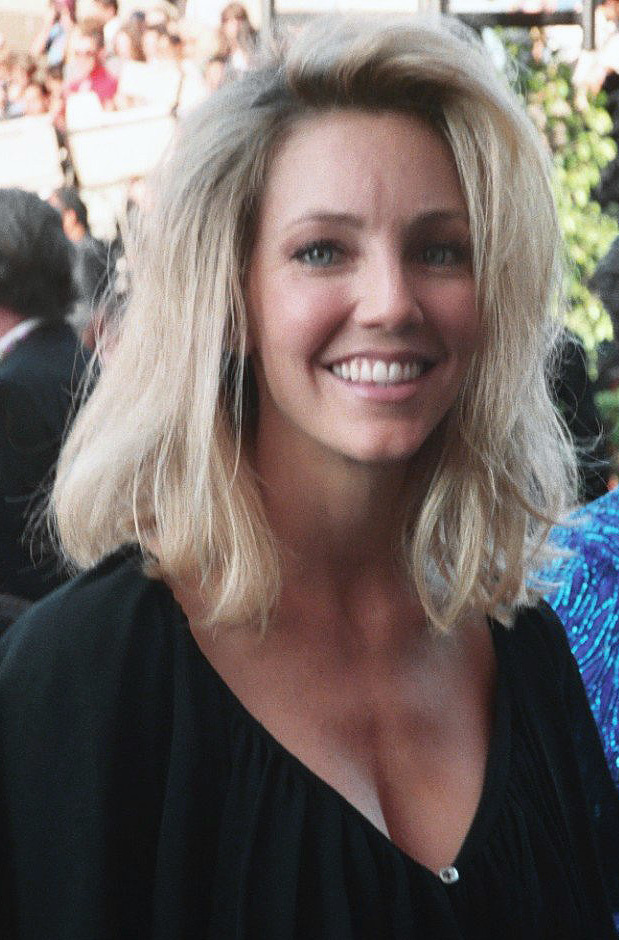
Heather Locklear interpreta Amanda Woodward
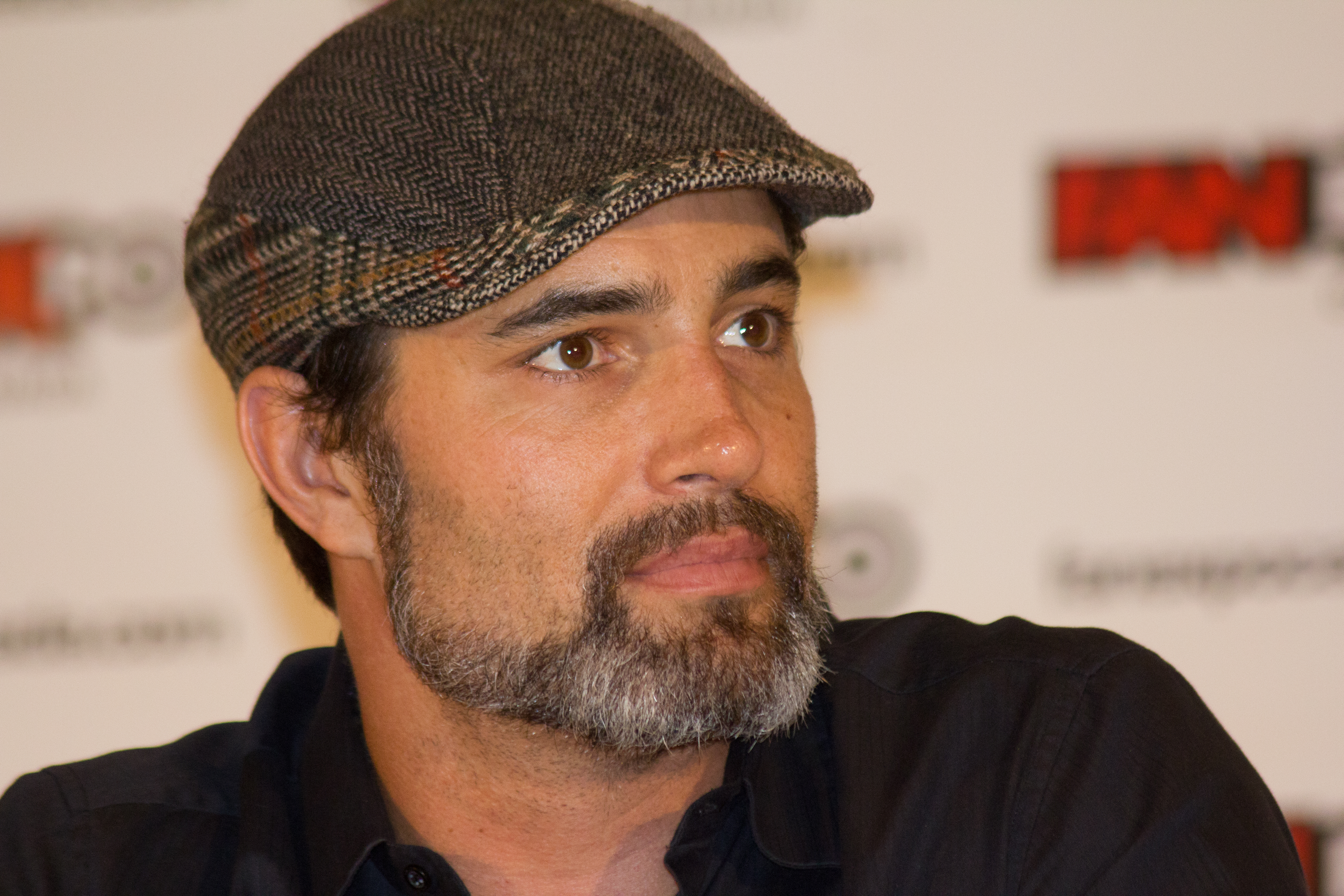
Victor Webster interpreta Caleb Brewer
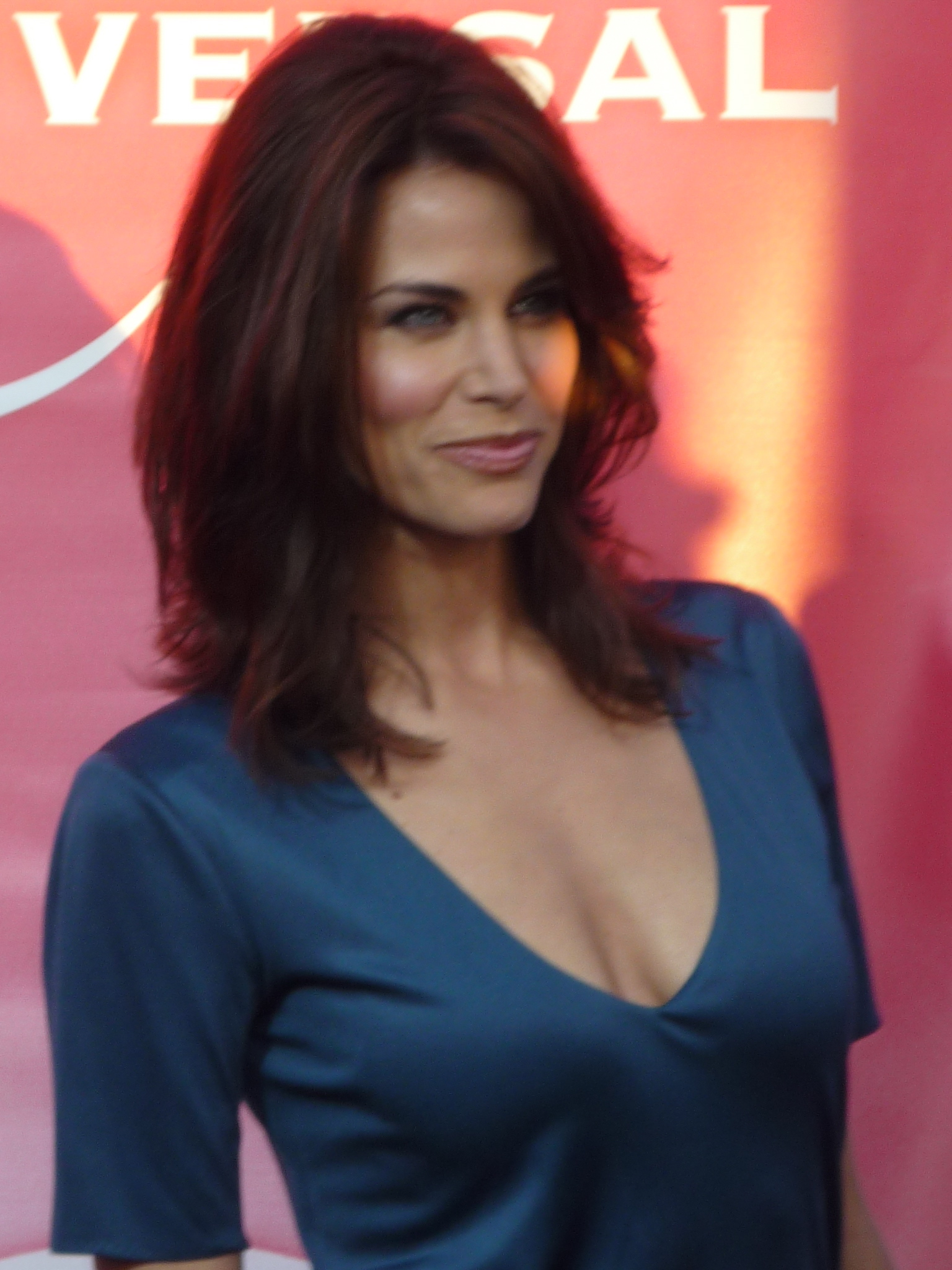
Brooke Burns interpreta Vanessa Mancini
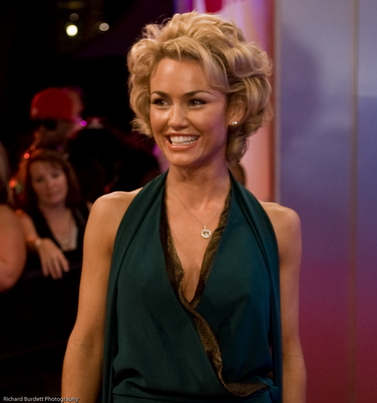
Kelly Carlson interpreta Wendi Mattison
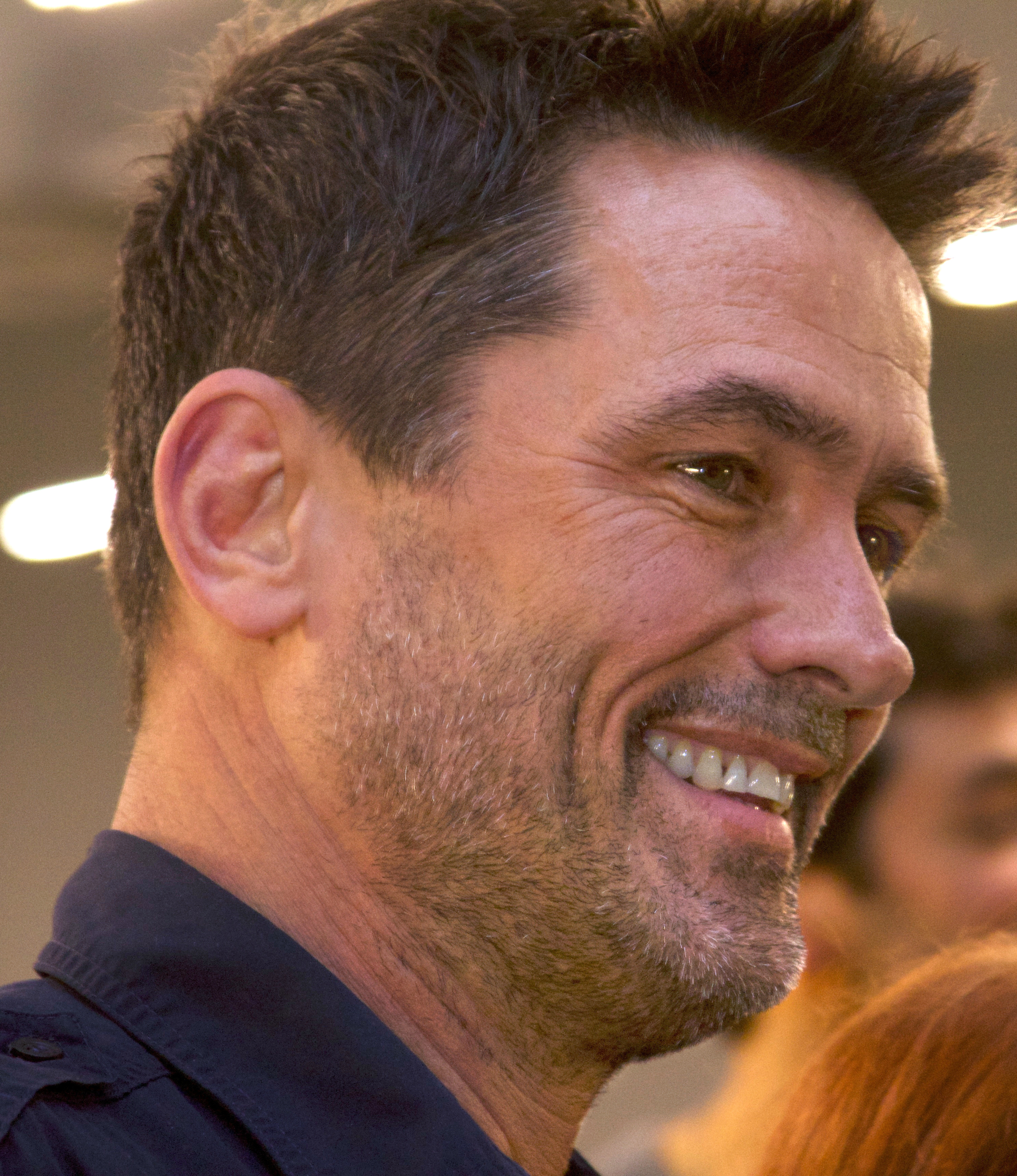
Billy Campbell interpreta Ben Brinkley
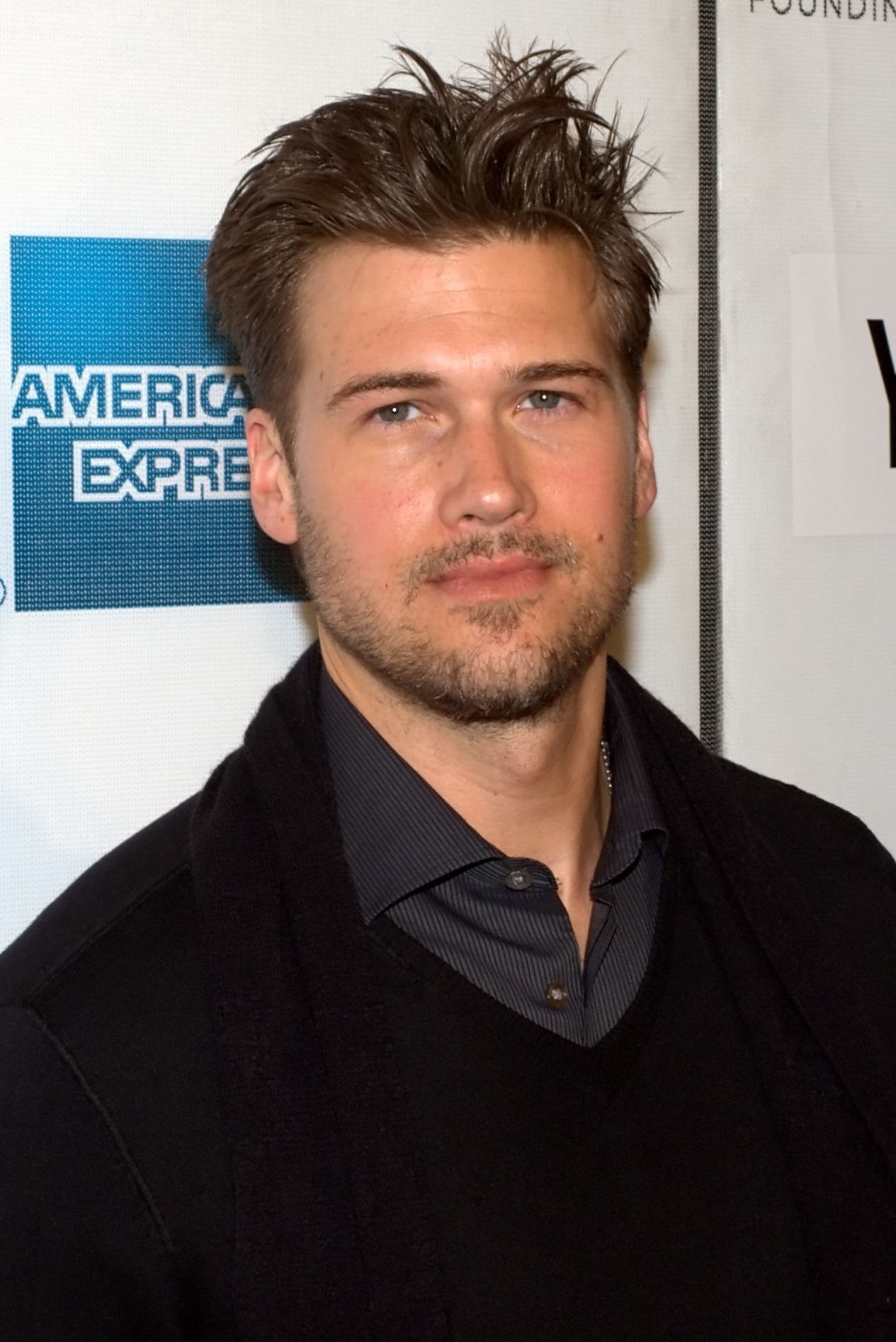
Nick Zano interpreta Drew Pragin

## Sviluppo
Il 23 settembre 2008, Marc Malkin di "E! Online" riportò la possibilità di una nuova versione/spin-off della serie Melrose Place in maniera analoga con quanto accaduto con la serie 90210, riportanto le parole della ex-protagonista della serie Lisa Rinna: "Ho sentito voci che vorrebbero riportare in onda la serie Melrose Place come fatto con 90210 e dovrebbe accadere sulla The CW". Tuttavia Malkin scrisse anche che: "una fonte interna alla CW smentisce categoricamente di eventuali piani per riportare in vita la serie". L'11 ottobre 2008 TV Guide riportò le parole di Darren Star, creatore della serie originale, il quale disse che c'erano concrete possibilità per un ritorno della serie e che lui sarebbe stato interessato a farne parte, ma disse anche che non c'era ancora nulla di ufficiale al riguardo. Più tardi lo stesso mese, la The CW e la CBS Paramount Network Television dissero che stavano esplorando la possibilità di riportare in onda la serie e che sarebbe stata indirizzata principalmente al loro target di riferimento, ovvero le giovani donne. Il 31 ottobre 2008 Michael Ausiello scrisse che il creatore di One Tree Hill, Mark Schwahn, era stato contattato per dirigere la nuova versione chiamata provvisoriamente Melrose 2.0; il 14 dicembre 2008, il The Hollywood Reporter confermò tale notizia.
A gennaio 2009, Dawn Ostroff, il presidente della The CW, ha parlato dei piani della rete per sviluppare una versione aggiornata di Melrose Place, dichiarando che si era ancora in cerca di uno sceneggiatore e che, il progetto proposto, prevedeva l'utilizzo sia di personaggi nuovi che di quelli vecchi. La Ostroff ha sottolineato che l'episodio pilota del Melrose del 1992 prese posto "in un periodo non troppo differente rispetto al nostro attuale... hanno parlato di un condominio ipotecato, di inquilini senza un lavoro. Prende posto in un periodo molto simile, un periodo nel quale l'economia è in crisi". La Ostroff ha anche dichiarato l'intenzione della nuova versione di catturare lo stile di vita del vicinato losangelino di Melrose. Interrogata su quella che sarà la natura della nuova serie, se "quella seria della prima stagione del Melrose originale o quella folle di Kimberly-che-fa-saltare-per-aria-il-condominio degli ultimi anni", la Ostroff ha dichiarato: "All'inizio bisogna investire nei personaggi, ma penso anche che [la nuova versione] non possa essere così drammatica e soporifera della serie -non succedono abbastanza avvenimenti. I nostri fan adorano il dramma ad alta carica emotiva come puoi vedere guardando One Tree Hill e Gossip Girl. Il lavoro è quindi quello di coinvolgere sufficientemente lo spettatore a livello emotivo per poi in seguito dedicarsi ad una narrazione che abbia svolte e colpi di scena che non ci si aspetta". Con Schwahn ufficialmente fuori dal progetto, il 19 gennaio 2009, Ausiello riportò che la The CW era in trattative con Darren Swimmer e Todd Slavkin di Smallville per affidargli il nuovo Melrose Place. Il 6 febbraio 2009 Ausiello confermò la notizia che Swimmer e Slavkin erano stati ufficialmente assunti come capo-sceneggiatori della nuova serie, rilasciando anche alcune descrizioni sommarie dei nuovi personaggi.
Il 23 febbraio 2009 il The Hollywood Reporter riportò che la The CW aveva dato semaforo verde per l'episodio pilota di un nuovo Melrose Place scritto da Swimmer e Slavkin, che avrebbe seguito la formula della serie originale e raccontato di un gruppo di ventenni che vivono nel quartiere trendy di Melrose a Los Angeles. Il vincitore di un premio Oscar Davis Guggenheim (per Una scomoda verità) ha diretto l'episodio pilota.

## Casting
Il 6 febbraio 2009 Ausiello ha dato una prima presentazione dei sette nuovi personaggi: David Patterson, figlio di Michael Mancini della serie originale, "con i boxer tesi e un libro nero per provarlo"; la sua "amante omnisessuale tira e molla" Ella Flynn, "con una lingua tagliente come mille spilli"; Jonah Miller, un aspirante regista; Riley Richmond, "la sua dolceamara amante ed insegnante di scuola"; Auggie Kirkpatrick, "un hippie ed ex-alcolista"; Lauren Bishop, una studentessa di medicina che in passato ha fatto favori sessuali in cambio di altri finanziari a causa di tempi duri; ed infine Violet Foster, teenager di una piccola città che sa tuttavia come fare la gatta morta se necessario.
Il 25 febbraio 2009, il The Hollywood Reporter riportò che il primo attore assunto per la nuova serie era Michael Rady, il cui personaggio - Jonah - è stato comparato al Billy Campbell della serie originale (interpretato allora da Andrew Shue). Variety ha annunciato, il 27 febbraio 2009, che Katie Cassidy si era aggiudicata il ruolo di Ella che Ausiello aveva in passato paragonato all'Amanda Woodward della serie madre (interpretata da Heather Locklear). Il 9 marzo 2009 Ausiello riportò che l'attrice-cantante Ashlee Simpson-Wentz era stata assunta per il ruolo di Violet e citò una fonte interna sconosciuta per diffondere voci su trattative in corso con la Locklear per riprendere il suo personaggio di Amanda nella nuova serie. Il 17 marzo 2009 il The Hollywood Reporter annunciò che Jessica Lucas aveva vinto il ruolo di Riley. Il giorno seguente Entertainment Weekly scrisse che, nonostante le forti pressioni della The CW, Heather Locklear aveva rifiutato di riprendere il ruolo di Amanda perché "Non c'era nessuna proposta sensata per riportare il personaggio nella serie". Il 24 marzo 2009, Colin Egglesfield fu assunto nel ruolo di Auggie e Stephanie Jacobsen in quello di Lauren. In seguito l'attore Ryan Eggold dichiarò al TV Guide Magazine che sarebbe apparso nel nuovo Melrose con il ruolo del prof. Ryan Matthews da lui ricoperto in 90210. Il 3 aprile 2009 il The Hollywood Reporter riportò che Shaun Sipos aveva vinto l'ultimo ruolo da personaggio regolare, quello di David - figlio di Michael Mancini, ora descritto come "un ragazzo ricco il cui comportamento da ragazzo cattivo aveva trascinato lontano dal denaro di famiglia".
Il 5 aprile 2009 il The Hollywood Reporter riportò che Laura Leighton avrebbe preso parte al nuovo Melrose con il ruolo di Sydney Andrews dalla serie originale; anche se sembrava che il suo personaggio fosse stato ucciso nel 1997 al termine della quinta stagione della serie originale, il nuovo pilot ce la mostrerà viva e proprietaria del complesso di appartamenti di Melrose Place. TV Guide riportò inoltre che la Leighton sarebbe apparsa in maniera ricorrente nella nuova serie qualora essa venga confermata per ulteriori episodi. Il 6 aprile 2009, People riportò che Thomas Calabro avrebbe ripreso il suo ruolo del Dr. Michael Mancini dalla serie originale, indicato come il padre del nuovo personaggio David (Shaun Sipos).

## Produzione
Il 14 aprile 2009 la Simpson-Wentz annunciò, tramite la sua pagina Twitter, che le riprese per il pilot sarebbero cominciate quella stessa settimana. Il 19 maggio 2009 Ausiello riportò che la The CW aveva ufficialmente ordinato la serie per 13 episodi in onda a partire dal settembre 2009. Presentando il proprio palinsesto del 2009-2010 il 21 maggio 2009, la The CW annunciò la sua intenzione di trasmettere il nuovo Melrose in accoppiata con 90210 il martedì sera, replicando l'accoppiata del 1992 tra Beverly Hills, 90210 e Melrose Place sulla FOX. La Ostroff aggiunse che le piacerebbe far avere ai personaggi delle due serie qualche crossover. Nella nota stampa diffusa quel giorno, i personaggi di Sipos, della Cassidy e della Jacobsen furono rinominati rispettivamente "David Breck", "Ella Simms" e "Lauren Yung".
Quando la serie entrò in produzione, il Los Angeles Times scrisse, il 30 agosto 2009, che il nuovo Melrose Place intende riflettere la vita reale di Los Angeles ben oltre di come ha fatto l'originale, filmando nei quartieri più famosi del Sunset Boulevard come il "Cinerama Dome" e la "Walt Disney Concert Hall", così come le sfarzose ville di Malibu e le vie delle colline di Hollywood. I produttori esecutivi Slavkin e Swimmer sono cresciuti entrambi a L.A. e hanno voluto "aggiornare la serie in un modo davvero accattivante, non prendere solo il nome Melrose Place e schiaffarcelo sopra". Preoccupata di incappare di nuovo nelle stesse difficoltà presentatisi quando si doveva incorporare i vecchi personaggi con i nuovi in 90210, la Ostroff della CW accolse bene il progetto di Slavkin e Swimmer nel "creare un nuovo mondo, ma che si agganciasse anche con ciò che aveva reso speciale il Melrose originale... Volevo essere sicura che avremmo usato i vecchi personaggi nella maniera giusta, in una maniera che avesse senso anche per i nuovi personaggi". Swimmer ha poi aggiunto, "Abbiamo avuto la sensazione che l'unico modo possibile di reinserire i vecchi personaggi nel nuovo show fosse che loro si sentissero parte della storia e che venivano dalla storia stessa".
Il 23 settembre 2009, Variety ha riportato che la The CW ha ordinato sei ulteriori copioni per la stagione, nonostante i deludenti risultati d'ascolto. Il 21 ottobre 2009, Michael Ausiello ha rivelato che la The CW ha ordinato cinque ulteriori episodi portando il numero totale della stagione a diciotto episodi. Il giorno dopo, in un'intervista con Ausiello, Slavkin & Swimmer annunciarono che Colin Egglesfield, Ashlee Simpson-Wentz e Laura Leighton sarebbero usciti di scena in seguito alla soluzione dell'omicidio nel tredicesimo episodio. Colin Egglesfield rivelò a E! Online che il suo licenziamento era stata una decisione del network causata dai bassi ascolti riscontrati dalla serie fino a quel momento e che il personaggio di Auggie non sarebbe stato ucciso, ma eliminato perché ritenuto "troppo oscuro" per i futuri toni più leggeri che la serie avrebbe assunto. Il creatore della serie Todd Slavkin ha dichiarato: "Ora che i personaggi non sono più dei sospetti, possono divertirsi, concentrarsi sulle loro carriere, andare a letto tra di loro senza questa nuvola incombente sul loro condominio... Ma questo è ancora Melrose Place: ci saranno ancora intrighi nello show".
Il 18 maggio 2010 la CW ha ufficialmente cancellato la serie a causa dei bassissimi ascolti ottenuti.

### Guest star
People riportò in seguito, il 18 giugno 2009, che Josie Bissett, che aveva interpretato Jane Mancini (ex moglie di Michael e sorella maggiore di Sydney nella serie originale), sarebbe apparsa nella serie in almeno un episodio. Taylor Cole è stata in seguito assunta per interpretare un'ex-fidanzata di David, seguita da Taryn Manning per il ruolo di una cantante il cui video musicale sarà diretto da Jonah. Il giorno successivo Entertainment Weekly riportò che Daphne Zuniga avrebbe ripreso il ruolo della fotografa Jo Reynolds dalla serie originale e che apparirà in almeno due episodi. Il 17 luglio 2009, E! Online scrisse che l'attrice Brooke Burns era stata assunta per il ruolo di Vanessa, moglie del Dr. Michael Mancini e madre del suo figlio più giovane, Noah. Lo stesso giorno TV Guide Magazine riportò che l'attore Victor Webster era stato assunto per il ruolo di Caleb, capo gay di Ella. Il 20 luglio 2009, E! Online scrisse che Kelly Carlson avrebbe interpretato il ruolo di una "madam" che convince Lauren a lavorare per lei nel suo giro di prostituzione.
Il 19 agosto 2009, E! Online annunciò che l'attrice Jenna Dewan apparirà nella serie per almeno due episodi nel ruolo di Kendra Wilson, un produttore esecutivo della Paramount che dirige le sue attenzioni su Jonah. Lo stesso giorno, TV Guide Magazine scrisse che l'attore Ryan Eggold non apparirà nel nuovo Melrose poiché Jessica Lucas (tra le protagoniste della nuova serie) aveva già interpretato un personaggio che in 90210 era stato legato proprio con il prof. Matthews interpretato da Eggold. Più tardi la stessa settimana, E! Online scrisse che Heather Locklear era nuovamente in trattative per riprendere il suo ruolo di Amanda Woodward nella nuova serie.
Il 3 settembre 2009, è stato annunciato che l'ex giocatore di basket dei Lakers Rick Fox apparirà nella serie nel ruolo del proprietario di un ristorante dove lavorano tutti gli aspiranti attori.
Il 22 settembre 2009, la CW, in un comunicato stampa intitolato "The bitch is back!" (lett: "La stronza è tornata!"), ha rivelato che Heather Locklear ritornerà a Melrose Place il 17 novembre 2009 (data riferita alla programmazione statunitense della serie); non è stato però specificato il numero di episodi nei quali apparirà.
"Siamo elettrizzati all'idea di riportare Amanda Woodward a Melrose Place" hanno dichiarato i produttori esecutivi Todd Slavkin & Darren Swimmer. "Il coinvolgimento di Heather nello show è qualcosa su cui stavamo lavorando da tempo poiché non potevamo concepire di creare e produrre questa serie senza l'inclusione del suo iconico personaggio". Ausiello ha rivelato che Amanda sarà il nuovo capo di Ella alla "WPK" mettendo le due carrieriste una contro l'altra. Il 9 ottobre 2009 TV Guide Magazine riportò che l'attore Billy Campbell era stato ingaggiato nel ruolo di un potente multimiliardario di nome Barrett McMillan, che sarà coinvolto con Amanda ed apparirà per la prima volta nel tredicesimo episodio.
Il 27 ottobre 2009, Ausiello ha scritto che la produzione era in contatto con l'attore Nick Zano allo scopo di farlo unire al cast come una sorta di rimpiazzo per il personaggio di Auggie. In una successiva intervista rilasciata ad Entertainment Weekly, Nick Zano ha confermato che prenderà parte alla serie nel ruolo di un dottore che lavora con Lauren e che si trasferisce nel condominio; l'attore ha inoltre aggiunto che il suo ruolo sarà ricorrente.

## Critica
Prima del suo debutto, il Los Angeles Times notò le differenze con la serie originale scrivendo che "L'umorismo ha lasciato spazio al noir, la soap si è trasformata in mistero e che la recitazione ed i dialoghi sono diventati più sofisticati mentre l'alcolismo, la dipendenza da droga, l'infedeltà e persino l'omicidio restano punti fermi per gli inquilini del fittizio 4616 di Melrose Place". Ken Tucker dell'Entertainment Weekly ha dato all'episodio pilota una "B" scrivendo che "resta da vedere se il nuovo Melrose sarà accattivante come l'originale, ma parte da un inizio decisamente vantaggioso".
Nonostante le recensioni positive tuttavia, la serie non è riuscita a sfondare negli ascolti ottenendo una media di soli 1.500.000 spettatori circa.